# Lars Carlzon
Lars Axel Carlzon, född 20 februari 1918 i Hakarps församling, Jönköpings län, död 23 juli 2004, var en svensk präst. Han var biskop i Stockholms stift mellan åren 1979 och 1984.

## Biografi
Carlzon, som var son till inköpschef Axel Carlzon och Benny Jonsson, avlade studentexamen i Jönköping 1937 och blev teologie kandidat vid Uppsala universitet 1944. Han blev gymnasiesekreterare 1945, stiftsadjunkt i Växjö 1948, sjömanspastor i Lissabon 1951, i San Pedro i USA 1952, sjömansvårdssekreterare i Stockholm 1954 och var biträdande generalsekreterare i Svenska kyrkans sjömansvårdsstyrelse 1961 och generalsekreterare där 1962–1972. År 1970 blev han hovpredikant, 1972 utsågs han till pastor primarius, domprost, i  Storkyrkoförsamlingen i Stockholm och 1979 till biskop för Stockholms stift. Han var även ledamot av handelsflottans välfärdsråd 1962–1972. År 1980 prästvigde han Antje Jackelen, Sveriges blivande ärkebiskop. Lars Carlzon var också ordförande för Sjömanskyrkan i Stockholm.
Carlzon, som var socialdemokrat, förespråkade kvinnliga präster, var aktivist när det gällde freds- och invandrarfrågor och sågs i olika demonstrationståg. Han mottog både uppskattning och kritik för sitt stöd till homosexuella och de gudstjänster i samband med Prideveckan som han anordnade. Av biskopsmötet, de svenska biskoparnas samtals- och samarbetsforum, fick Carlzon uppdraget att företräda Svenska kyrkan i relation till kyrkorna i öststaterna. Uppgiften innebar åtskilliga möten med kyrkoledare i de ortodoxa kyrkorna.
Han verkade som ordförande i Förbundet Sverige-DDR från 1987 fram till föreningens upplösning i januari 1991, drygt tre månader efter staten DDR:s upplösning. Carlzon ordnade bidrag till Förbundet Sverige-DDR från olika kyrkliga organ och organisationer och hyllade DDR:s 40-årsjubileum i förbundets medlemsblad. När Berlinmuren föll skrev han att vänskapen ”prövades” genom massutvandringen till Västberlin och att detta innebar en kris för DDR, och senare samma år att ”vår beundran kvarstår för allt det goda som ändå uträttats under DDRs fyrtio år”. En vetenskaplig uppsats publicerades 2015, "Biskop Lars Carlzon och Förbundet Sverige-DDR: en ohelig allians?", av Gunnar Hyltén-Cavallius i en rapportbok från Växjö stifts symposium Svenska kyrkans möte med kyrkan i DDR – om underrättelseverksamhet och vänstiftsrelationer under kalla kriget.
Lars Carlzon är gravsatt i askgravlunden på Kungsholms kyrkogård i Stockholm.

## Författarskap
Tiden som sjömanspräst kom att användas till miljöer i flera deckarböcker som Lars Carlzon författade för ungdomar. Dessa var På smugglarjakt i San Diego (1958), Tredje maskinisten (1959) och Akterseglad i Lissabon (1960). Han var även redaktör för tidskriften Ute & hemma 1954–1970.